# Alsactide
Alsactide (INN) (tên thương hiệu Synchrodyn 1-17 hoặc đơn giản là Synchrodyn, tên mã phát triển cũ Hoechst 433), còn được gọi là alisactide, là một peptide tổng hợp và chất tương tự của hormone adrenocorticotropic (ACTH) được sử dụng ở Ý như một tác nhân chẩn đoán chức năng thận cho suy thượng thận. Giống như ACTH, alsactide được cho là hoạt động như một chất chủ vận không chọn lọc của các thụ thể melanocortin, bao gồm cả thụ thể ACTH (MC 2 R).  Tuy nhiên, nó dường như cho thấy một hồ sơ khác nhau về sự chọn lọc thụ thể so với ACTH, vì rõ ràng nó không chứng minh bằng chứng ức chế ACTH nội sinh ở bệnh nhân mắc bệnh Addison.